# Magyar Nemzet
Magyar Nemzet ([ˈmɒɟɒɾ ˈnɛmzɛt]) est un quotidien hongrois fondé en 1938 pour contrer l'influence allemande en Hongrie. Son nom signifie « Nation hongroise ».
Il est considéré comme le journal de référence des conservateurs en Hongrie. Il a longtemps soutenu le Fidesz-Union civique hongroise (Fidesz-Magyar Polgári Szövetség) au pouvoir.  Le rédacteur en chef était plus récemment Gábor D. Horváth. Le journal appartenait au groupe médiatique de Lajos Simicska, un ancien ami proche du Premier ministre Viktor Orbán. Néanmoins, après l'éclatement d'un long conflit entre Viktor Orbán et Lajos Simicska au début de 2015, le Magyar Nemzet (ainsi que d'autres médias liés à Simicska tels que la chaîne d'information Hír TV) a pris une position beaucoup plus critique vis-à-vis du gouvernement.
Le tirage de Magyar Nemzet était de 132 000 exemplaires en janvier 1989. Son tirage était de 41 000 exemplaires en 1998. Le journal avait un tirage de 64 209 exemplaires en 2009, ce qui en fait le cinquième quotidien le plus vendu du pays.
En avril 2018, l'éditeur a publié une déclaration disant que la dernière édition de Magyar Nemzet sera publiée le 11 avril 2018, citant des problèmes financiers.
Depuis le 6 février 2019, Magyar Idők, afin de profiter du prestige du nom de l'ancien quotidien, est publié sous le nom de Magyar Nemzet.